# Kế hoạch bổ sung quân bị thiếu sót tình thế
Kế hoạch bổ sung quân bị thiếu sót tình thế  (マル臨計画, 情勢ニ応ズル軍備欠陥補充 (Maru lâm kế hoạch, Tình thế quân bị ứng khiếm hãm bổ sung) Maru Rin Keikaku, Jōsei ni ouzuru Gunbi-Kekkan Hojū) hay còn gọi là kế hoạch "Vòng tròn lâm" là một trong những trương trình mở rộng của Hải quân Đế quốc Nhật Bản giai đoạn sau khi Chiến tranh thế giới thứ hai đã bắt đầu ở  châu Âu nhưng trước Cuộc tấn công của Nhật vào Trân trâu cảng.

## Hoàn cảnh
Vào tháng 10 năm 1940, với tình hình ở châu Âu tạo cơ hội cho Đế quốc Nhật bắt đầu chuẩn bị cho cuộc chiến tranh chống lại Hoa Kỳ. Nhận thấy sự thiếu sót về tàu phụ trợ, Bộ Hải quân và Tổng tham mưu Hải quân lên kế hoạch cho một trương trình đóng tàu cấp tốc. Ngoài việc đóng tàu, bản kế hoạch còn dành ra một khoảng nhằm chuẩn bị thành lập thêm 17 Kōkūtai (trung đoàn không quân) ở 7 đơn vị huấn luyện.

## Danh sách tàu
| Loại tàu                  | Lớp             | Số thứ tự   | Hoàn thiện                                           | Chuyển thể | Hủy bỏ    |
| Tàu săn tàu ngầm          | Số 13           | 184 – 194   | Số 17 (# 184) đến Số 27 (# 194)                      |            |           |
| Tàu ngầm cỡ trung         | Ro-35           | # 201 – 209 | Ro-35 (# 201) đến Ro-43 (# 209)                      |            |           |
| Tàu ngầm cỡ trung         | Ro-100          | # 210 – 218 | Ro-100 (# 210) đến Ro-108 (# 218)                    |            |           |
| Tàu hỗ trợ chiến đấu      | Ashizuri        | # 219 – 220 | Ashizuri (# 219), Shioya (# 220)                     |            |           |
| Bổ sung                   |                 |             |                                                      |            |           |
| Tàu săn tàu ngầm          | Số 13           | # 221 – 232 | Số 28 (# 221) đến số 39 (# 232)                      |            |           |
| Tàu hỗ trợ chiến đấu      | Sunosaki        | 233 – 236   | Takasaki (# 233)                                     |            | 234 – 236 |
| Tàu tuần dương huấn luyện | Katori          | # 237       |                                                      |            | # 237     |
| Thuyền phóng lôi          | Số 1            | # 241 – 246 | Số 1 (# 241) đến số 6 (# 246)                        |            |           |
| Tàu quét mìn phụ trợ      | Số 1 (quét mìn) | # 251 – 256 | Tàu quét mìn phụ trợ số 1 (# 251) tới Số 6 (# 256)   |            |           |
| Tàu rải mìn phụ trợ       | Số 1 (rải mìn)  | 257 – 260   | Tàu rải mìn phụ trợ số 1 (# 257) tới Số 4 (# 260)    |            |           |
| Tàu lương thực            | Kinesaki        | 261 – 263   | Hayasaki (# 261), Shirasaki (# 262), Arasaki (# 263) |            |           |

## Ngoài ra
- Kế hoạch bổ sung quân bị hải quân thứ nhất (Maru 1 Keikaku, 1931)
- Kế hoạch bổ sung quân bị hải quân thứ hai (Maru 2 Keikaku, 1934)
- Kế hoạch bổ sung quân bị hải quân thứ ba (Maru 3 Keikaku, 1937)
- Kế hoạch bổ sung quân bị hải quân thứ tư (Maru 4 Keikaku, 1939)
- Kế hoạch bổ sung quân bị hải quân cấp tốc (Maru Kyū Keikaku, 1941)
- Kế hoạch bổ sung quân bị hải quân bổ sung (Maru Tui Keikaku, 1941)
- Kế hoạch bổ sung quân bị hải quân thứ năm (Maru 5 Keikaku, 1941)
- Kế hoạch bổ sung quân bị hải quân thứ sáu (Maru 6 Keikaku, 1942)
- Kế hoạch bổ sung quân bị hải quân thứ năm sửa đổi (Kai-Maru 5 Keikaku, 1942)
- Kế hoạch bổ sung quân bị hải quân thời chiến (Maru Sen Keikaku, 1944)